# Adrián Rodríguez (piloto de skeleton)
Adrián Rodríguez García (Castro-Urdiales, Cantabria, 4 de noviembre de 1996) es un deportista español que compite en skeleton y que anteriormente lo hizo también en atletismo. Es profesor en la Universidad Europea del Atlántico.

## Carrera deportiva

### Atletismo
El atletismo es un deporte en el que ha participado desde antes de unirse al equipo de skeleton y que siguió desempeñando a nivel federado hasta 2024 en primavera y verano, cuando la temporada de la otra disciplina ya había finalizado. Ha formado parte del CAR de León. Entre sus logros, se encuentra el récord de Cantabria en 100 m lisos.

### Skeleton
En el año 2018 fue seleccionado para integrar de la selección española de skeleton en un casting organizado por Ander Mirambell. Desde entonces, ha seguido en la selección y ha logrado ser subcampeón de España en 2020 y campeón de España en 2022 en ese deporte.
En 2022 fue homenajeado por el Gobierno de Cantabria por sus méritos deportivos.
En 2023 participó en el Campeonato Mundial de Bobsleigh y Skeleton de 2023, en el que finalizó en 31.º lugar con un tiempo final de 3:30.99. En esa misma competición, también participó en la prueba mixta junto a Ana Torres-Quevedo, finalizando en esa ocasión en última posición con un tiempo de 2:33.13.

## Títulos y logros

### Atletismo
- Campeón de Cantabria de Invierno 2022.[10]
- Récord de Cantabria absoluto 2019.

### Skeleton
- Subcampeón de España 2020.
- Campeón de España 2022, 2023 y 2024.